# Heinz Perschke
Heinz Perschke (* 26. Februar 1926 auf Gut Seemen, Kreis Osterode; † 29. Dezember 1997 in Göttingen) war ein deutscher lutherischer Geistlicher und theologischer Autor.

## Leben
Perschke studierte Evangelische Theologie und wurde am 27. März 1954 in Loccum ordiniert. 1954 trat er seine erste Pfarrstelle in Hollenstedt und Heidenau (Nordheide) an. Noch im gleichen Jahr wurde er Pastor in Groß Bülten, 1960 in der Bethlehem-Kirchengemeinde in Hannover-Linden. 1969 wechselte er an die St.-Martin-Kirchengemeinde in Göttingen-Geismar. Am 1. Juli 1980 wurde er in den Ruhestand versetzt. Perschke starb 1997 in Göttingen in einem Alter von 71 Jahren.

## Werke
- Zur Geschichte der Ev.-luth. Kirchengemeinde St. Martin in Göttingen-Geismar. Geismar 1981.
- Versuche, ein Christ zu sein. Göttingen 1987.
- Die Wochensprüche. Göttingen 1988.
- Zwischen Angst und Zuversicht. Konstanz 1991.
- Balladen zur Bibel. Göttingen 1993.